# Kōhaku (Fisch)
Der Kōhaku (japanisch 紅白, wörtlich: „rot-weiß“) ist ein Nishikigoi (錦鯉, Kurzform = Koi), ein Farbkarpfen. Er hat eine weiße Grundfarbe mit roter Zeichnung (火 Hi, wörtlich: „Feuer“) auf dem Rücken (siehe Bild), die über den Kopf geht (rote Farbe auf dem Kopf ist keine Bedingung für einen korrekten Kohaku). Die Flossen sollten kein Rot aufweisen. Der Kōhaku ist eine der ersten Varietäten, die gezielt gezüchtet wurden. Er ist eine der beliebtesten Zuchtformen des Kois in Japan. Diese Koi gewinnen zumeist den Grand Champion in Japan.
Kohaku heißt rot-weiß; der Begriff wird nur in der Koizucht so verwendet. Im Gegensatz zum Wort beni, das ebenfalls rot bedeutet, wird hi nur bei Kohakus verwendet. Der Term beni findet Verwendung zum Beispiel bei Benigoi, der einfarbig purpurfarben ist. Sonst kommt er im Zusammenhang mit Koi bei den Zuchtformen Sanke und Showa nur selten zum Einsatz, weil eine zu große rote Fläche diese minderwertig macht.

## Varietäten
- Tanchō Kōhaku (丹頂紅白) – Er ist einer der bekanntesten Kōhaku. Auf dem Kopf befindet sich ein kreisrundes Hi (Rot), das nach landläufiger Ansicht die japanische Flagge darstellen soll. Ein Tanchō ist ein japanischer Mandschurenkranich, dessen roten Kopffleck nicht kreisrund, sondern länglich ist. Wenn das Tancho rund ist, spricht man von einem Ippon.
- Inazuma Kōhaku (稲妻紅白) – Inazuma steht für Blitz. Das Rot ist zickzackförmig auf dem Rücken angeordnet.
- Nidan Kōhaku (二段紅白) – Zweifleck-Kōhaku.
- Sandan Kōhaku (三段紅白) – Dreifleck-Kōhaku.
- Yondan Kōhaku (四段紅白) –  Vierfleck-Kōhaku.
- Godan Kōhaku (五段紅白) – Fünffleck-Kōhaku.
- Maruten Kōhaku – Er hat einen einzelnen roten Fleck auf dem Kopf und dazu andere Hi-Flecken am Körper (Tancho mit weiteren roten Stellen).
- Menkaburi Kōhaku – Das Hi (Rot) geht über den kompletten Kopf.
- Kuchibeni Kōhaku (口紅紅白, wörtlich: Lippenstift-Kōhaku) – Lippenfleck-Kohaku (Kussmund-Kohaku); er sieht aus als hätte er Lippenstift aufgelegt.
- Kanoku Kohaku – der Koi ist rot gescheckt.
- Doitsu Kōhaku (独紅白, wörtlich: deutscher Kōhaku) – Er kann als jede der hier vertretenen Varietäten auftreten. Er ist eine Kreuzung mit dem europäischen Spiegelkarpfen und hat eine lederartige Haut. Es kann kein Sanke sein, da Sanke dreifarbig sind. Es ist lediglich ein beinahe schuppenloser Kohaku – Schuppen treten vereinzelt noch auf dem Rücken oder der Seitenlinie auf.

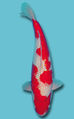
Ginrin (Glanzschuppen) Inazuma (Blitz) Kohaku
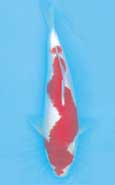
Inazuma (Blitz) Kohaku mit rotem Blitz
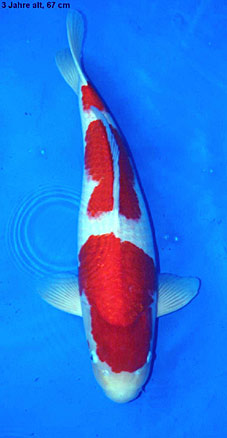
Sandan Kohaku